# Nikola Peković
Nikola Peković (Bijelo Polje, 3 de janeiro de 1986) é um jogador montenegrino de basquete profissional que teve como ultimo clube o Minnesota Timberwolves, disputando a National Basketball Association (NBA). Foi draftado em 2008 na segunda rodada pelo Minnesota Timberwolves.

## Estatísticas

### Temporada regular
| Ano     | Equipe    | PJ  | PT  | MPP  | %TC  | %3P  | %TL  | RPP | APP | ROB | TPP | PPP  |
| ------- | --------- | --- | --- | ---- | ---- | ---- | ---- | --- | --- | --- | --- | ---- |
| 2010-11 | Minnesota | 65  | 11  | 13.6 | .517 | .000 | .763 | 3.0 | .4  | .3  | .5  | 5.5  |
| 2011-12 | Minnesota | 47  | 35  | 26.9 | .564 | .000 | .743 | 7.4 | .7  | .6  | .7  | 13.9 |
| 2012-13 | Minnesota | 62  | 62  | 31.6 | .520 | .000 | .744 | 8.8 | .9  | .7  | .8  | 16.3 |
| 2013-14 | Minnesota | 54  | 54  | 30.8 | .541 | .000 | .747 | 8.7 | .9  | .6  | .4  | 17.5 |
| 2014-15 | Minnesota | 31  | 29  | 26.3 | .424 | .000 | .837 | 7.5 | .9  | .6  | .4  | 12.5 |
| 2015-16 | Minnesota | 12  | 3   | 13.0 | .380 | .000 | .800 | 1.8 | .9  | .1  | .0  | 4.5  |
| Total   | Total     | 271 | 194 | 24.9 | .518 | .000 | .760 | 6.7 | .7  | .5  | .6  | 12.6 |